# Вожаї

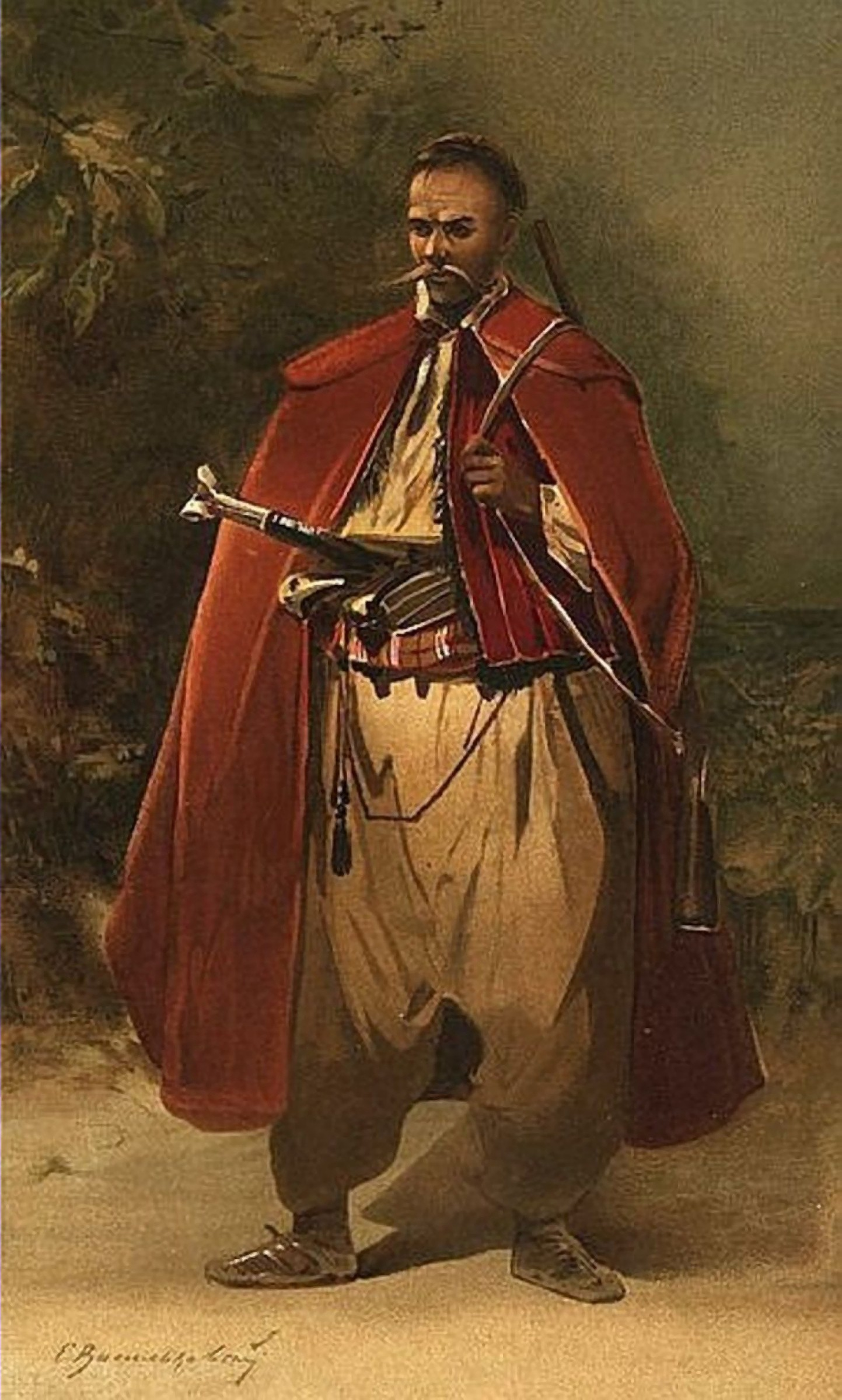
Задунайський козак (Сергій Васильківський)

Вожаї — таємні посланці (емісари) козаків Задунайської (Дунавецької) січі на Українські землі, що в той час входили до складу Російської імперії. Вожаї агітували українців йти з ними за Дунай і ставати козаками Задунайської січі.
Вожаї були підданими Османської імперії, як доказ цього факту, вони мали паспорти, це дозволяло їм діяти більш-менш вільно та, що важливо, самим не потрапляти у кріпацтво як «біглі селяни». Жандарми не арештовували підданих іноземної держави навіть якщо і здогадувалися про справжню мету їх перебування на території Російської імперії. В основному вожаї агітували закріпачених селян тікати від панів і йти «за волею» на Задунайську січ, закріпачені селяни в ті часи складали переважну більшість населення тогочасної України.
Закріпачені селяни тоді перебували перед надзвичайно сильним соціальним, а часто і національним гнітом панів, що знущалися з кріпаків, завдаючи їм страждань. Саме в цей історичний період кріпосне право на території Російської імперії діяло найбільш жорстко. Та і переважна більшість панів були російського або польського походження. Всі кріпаки займалися безоплатною важкою працею на землях, що належала панам. Це залишило свій слід в українській народній творчості, яскравим прикладом цього явища стали народні приказки «Добрий пан, — тільки тричі в морду дав», «За Москалем панство: коло ноги ременяки — і все господарство». Тому закріпачені часто погоджувалися йти з вожаями на Січ, але шлях на Січ був складним — панські охоронці, жандарми і військові патрулі намагалися не пропустити кріпаків до «волі».
Річку Дунай, що була кордоном між Османською і Російською імперіями, посилено охороняли прикордонні патрулі з ціллю унеможливити втечу селян. В разі спроби прориву патрулі стріляли на ураження. Як результат, через Дунай на Січ приходилося пробиватися потайки, досить часто з боями; кров'ю виборюючи власне право на волю від кріпацького рабства.